# Leçons et Conversations sur l'esthétique, la psychologie et la croyance religieuse
Pour les articles homonymes, voir Esthétique (homonymie).
Les Leçons et conversation sur l'esthétique, la psychologie, et la croyance religieuse (allemand : Vorlesungen und Gespräche über Ästhetik, Psychoanalyse und religiösen Glauben) sont une série de notes transcrites par Yorick Smythies, Rush Rhees et James Taylor à partir de conférences données par Ludwig Wittgenstein et publiées en 1967. Les conférences, auxquelles Casimir Lewy était présent contiennent les réflexions de Wittgenstein sur l'esthétique et la religion, ainsi qu'une critique de la psychanalyse. Le fidéisme wittgensteinien trouve son origine dans les remarques des Leçons. Eberhard Bubser, dans l'introduction de l'édition allemande note que : « Wittgenstein n'aurait sûrement pas approuvé cette version [. . . ] » (« Wittgenstein hätte diese Ausgabe bestimmt nicht gebilligt [...] »).

## Leçons sur l'esthétique
Une question que Wittgenstein soulève dans ses Leçons sur l'esthétique est de savoir comment nous apprenons à utiliser et à reconnaître les mots utilisés pour porter un jugement esthétique, tels que « beau » (« schön ») ou « agréable » (« fein »). Il suggère que ces mots sont d'abord et souvent utilisés comme des interjections ou des gestes. Wittgenstein note également que nous utilisons rarement ces mots dans le langage courant pour porter des jugements esthétiques, mais utilisons plutôt des mots « vrai » (« richtig ») ou « correct » (« korrekt»). En ce qui concerne les plaisirs esthétiques, il mentionne également une question encore d'actualité débat en esthétique : en quoi les plaisirs esthétiques se distinguent-ils des plaisirs ordinaires ?
Un thème récurrent dans ces conférences est également le ferme rejet par Wittgenstein de la possibilité que ma psychologie puisse expliquer des expériences ou des jugements esthétiques. Cette opinion est basée sur l'opinion de Wittgenstein selon laquelle les expériences psychologiques (behavioristes) produirait des résultats basés sur de simples descriptions de comportement et des généralisations à travers un grand nombre d'observateurs.

## Leçons sur la croyance religieuse
Dans ses conférences sur la croyance religieuse, Wittgenstein soutient, entre autres, que des similitudes grammaticales superficielles dans les formes des déclarations religieuses et factuelles nous induisent en erreur en leur faisant croire qu'il s'agit d'états de « croyance » fondamentalement identiques. Cette homologie grammaticale, soutient Wittgenstein, n'est qu'une expression de processus radicalement différents. « L'expression de la croyance », note Wittgenstein, « pourrait jouer un rôle absolument mineur ».